# Ray of Light (singolo)
Ray of Light è una canzone della cantautrice statunitense Madonna, prodotta da Madonna e William Orbit, pubblicata nel settimo album in studio Ray Of Light, e pubblicata come singolo nel 1998.
Ray of Light è stata pubblicata anche nei greatest hits GHV2 (2001) e Celebration (2009); è stata usata nel 2001 dalla Microsoft, per la campagna pubblicitaria di Windows XP, e nel 2010, nel film Burlesque, diretto da Steven Antin.
La canzone ha ottenuto pareri positivi da parte della critica, per il suo stile elettronico e per il testo "emotivamente intenso". In un commento sull'intero album, Stephen Thomas Erlewine di AllMusic ha definito la canzone "turbinosa". Larry Flick di Billboard ha descritto Madonna come "la migliore di sempre". Rob Sheffield di Rolling Stone, nella sua recensione all'intero album ha affermato che in questa canzone, insieme ad altre come Swim e Drowned World/Substitute for Love, Madonna è "positivamente feroce" Nel suo libro Madonna: Like an Icon, Lucy O'Brien ha descritto la canzone come "un inno estatico al cielo", e ha notato che la canzone è stata composta un semitono più alto dell'estensione vocalica di Madonna, ma la tensione e lo sforzo hanno sortito un buon effetto.
La canzone ha ricevuto tre nomination ai Grammy Award, come Grammy Award alla registrazione dell'anno, Grammy Award alla miglior registrazione dance, e Grammy per il migliore video musicale, vincendo gli ultimi due premi. La canzone ha raggiunto la posizione numero cinque della Billboard Hot 100. Inoltre, ha raggiunto la posizione numero uno della Hot Dance Club Play. Nel mondo la canzone ha raggiunto la top five in Canada, Finlandia, Italia e Regno Unito, e ha raggiunto la prima posizione in Scozia e Spagna.

## Descrizione
Ray of Light è basata sulla canzone Sepheryn, pubblicata nell'album Curtiss Maldoon del 1971, e scritta originariamente da Clive Muldoon e Dave Curtiss. Si tratta di un brano EDM con influenze rock e acid house.
La canzone tratta il tema della libertà. Secondo Madonna, la canzone è uno sguardo mistico all'universo e a quanto piccoli noi siamo.
Il brano Ray of Light è stato scelto come secondo singolo estratto dall'album Ray of Light, ed è stato pubblicato, principalmente in vinile e in CD, con un brano inedito, Has to Be. In alcuni paesi il singolo Ray of Light è stato pubblicato anche in MC.
Un'ulteriore pubblicazione ha solo alcuni remix del brano Ray of Light.

## Video musicale
Il video musicale è stato diretto da Jonas Åkerlund nel 1998, per promuovere il singolo Ray of Light.
Il video di Ray of Light è caratterizzato da immagini velocizzate di vita quotidiana, in parte nella città di New York e in parte a Stoccolma, e nell'arco temporale di un giorno, dall'alba fino al tramonto. Alcuni movimenti velocizzati e immagini sovrapposte sono anche di Madonna con particolari come artisti di strada, fast food, persone che percorrono le strade di New York, anche in metropolitana, chi gioca a bowling, chi pratica sport, etc.
Per questo video l'italiana Diamante Films che aveva prodotto nel 1994 il video di Biagio Antonacci Non è mai stato subito, ha avviato una causa di risarcimento danni a tutela del diritto d'autore contro la Oil Factory, società produttrice del video di Ray of Light: secondo la Diamante Films i contenuti delle sequenze in ben 10 casi sono del tutto simili nei due video.
Il video di Ray of Light è stato pubblicato nel 1999, in The Video Collection 93:99, e nel 2009, in Celebration: The Video Collection.
Un ulteriore video è stato diretto da Jonas Åkerlund per una versione remixata di Ray of Light ("Sasha's Ultraviolet Mix") e che non è mai stato pubblicato ufficialmente.

## Esecuzioni dal vivo
- Oprah Winfrey Show
- MTV Video Music Awards
- Drowned World Tour (2001)
- Live Aid (2005)
- Confessions Tour (2006)
- Live Earth Londra (2007)
- Sticky & Sweet Tour (2008/2009)
- The Celebration Tour (2023/2024)

## Tracce
1. Ray of Light (Album Version) – 5:19 (Madonna, William Orbit, Clive Muldoon, David Curtis, Christine Leach)
2. Has To Be (Non-Album Track) – 5:15 (Madonna, William Orbit, Patrick Leonard)

## Crediti
- Scritta da Madonna, William Orbit, Clive Muldoon, Dave Curtis e Christine Leach.
- Prodotta da Madonna e William Orbit.
- Arrangiata da Pat McCarthy.

## Classifica
| Classifica (1998)        | Posizione massima |
| ------------------------ | ----------------- |
| Stati Uniti              | 5                 |
| Stati Uniti (dance club) | 1                 |
| Brasile                  | 1                 |
| Messico                  | 1                 |
| Canada                   | 3                 |
| Giappone                 | 5                 |
| Australia                | 6                 |
| Nuova Zelanda            | 9                 |
| Uk                       | 2                 |
| Irlanda                  | 16                |
| Paesi Bassi              | 17                |
| Belgio                   | 25                |
| Spagna                   | 1                 |
| Finlandia                | 2                 |
| Svezia                   | 14                |
| Austria                  | 31                |
| Svizzera                 | 32                |
| Francia                  | 18                |
| Germania                 | 28                |
| Italia                   | 2                 |

| Classifica di fine anno (1998) | Posizione |
| ------------------------------ | --------- |
| Italia                         | 59        |